# دیرلوک
دیرلوک (عربی: ديرلوك) یک شهر در استان دهوک در کشور عراق است.